# 김준호 (프로게이머)
김준호(1992년 8월 18일 ~ )는 대한민국의 스타크래프트 II 프로게이머이다. 브루드워에서의 종족은 저그였으며, 스타크래프트 II에서는 프로토스이다. 아이디는 herO이다.

## 개요

### 스타크래프트
2009년 상반기 드래프트에서 위메이드 폭스의 1차 지명으로 입단하였다.
2011년 8월 22일 위메이드 폭스의 해체로 해체 게임단 공개 포스팅으로 CJ 엔투스로 영입되었다.

### 스타크래프트 II
스타크래프트 II로 종목 전향 이후 프로토스로 종족을 변경했다.
2012 WCS 국가대표 10인 내에 든 데다 팀을 5년 만에 프로리그 결승에 진출시키는 데 큰 역할을 하여 CJ 엔투스의 에이스로 자리매김하였다.
2013년까지 프로리그에서는 좋은 성적을 보여주었으나 개인리그에서는 두각을 나타내지 못했다. 하지만 2013년 말부터 Intel Extreme Masters에서 2연속 우승을 기록하는 등 개인리그에서도 선전하는 모습을 보였다.
2016년 10월 CJ 엔투스의 스타크래프트 II 종목 팀 해체로 무소속 신분이 되었다가 2017년 1월 14일 ROOT GAMING에 입단하였다

## 수상 경력
스타크래프트 II : 프리미어 개인리그 우승 6회, 준우승 4회

### 스타크래프트
- 2008년 12월 제45회 스타크래프트 준프로게이머 선발전 입상
- 2012년 4월 Tving 스타리그 2012 24강

### 스타크래프트 II
- 2012년 10월 2012 월드 챔피언십 시리즈(WCS) 아시아 파이널 4위
- 2013년 2월 2013 MLG Winter Championship 32강
- 2013년 4월 제4회 인천 실내무도아시아경기대회 스타2 부문 국가대표 선발전 16강
- 2013년 6월 2013 WCS 코리아 시즌 2 챌린저리그 32강
- 2013년 7월 WCG 2013 한국대표선발전 스타크래프트 ll 부문 16강
- 2013년 9월 2013 WCS 코리아 시즌 3 조군샵 글로벌 스타크래프트 II 리그 32강
- 2013년 10월 2013 WCS 코리아 시즌 3 챌린저리그 24강
- 2013년 12월 IEM Season VIII - Singapore 우승
- 2014년 2월 IEM Season VIII - Sao Paulo 우승
- 2014년 3월 IEM Season VIII - World Championship 준우승
- 2014년 3월 2014 WCS 코리아 시즌 1 핫식스 글로벌 스타크래프트 II 리그 코드 S 8강
- 2014년 5월 2014 WCS 코리아 시즌 2 핫식스 글로벌 스타크래프트 II 리그 코드 S 16강
- 2014년 6월 SanDisk SHOUTcraft Invitational 우승
- 2014년 7월 SK텔레콤 스타크래프트 II 프로리그 2014 정규시즌 다승왕 (공동)
- 2014년 7월 2014 WCS 코리아 시즌 3 핫식스 글로벌 스타크래프트 II 리그 코드 A 48강
- 2014년 9월 2014 KeSPA컵 준우승
- 2014년 9월 2014 DreamHack Open: Stockholm 4강
- 2014년 10월 WECG 2014 한국대표선발전 스타크래프트 ll 부문 준우승 (WECG 2014 그랜드파이널 진출)
- 2014년 11월 2014 WCS 글로벌 파이널 8강
- 2014년 11월 2014 핫식스컵 라스트 빅매치 16강
- 2014년 12월 IEM Season IX - San Jose 우승
- 2015년 1월 네이버 스타크래프트 II 스타리그 2015 시즌 1 16강
- 2015년 1월 IEM Season IX - Taipei 8강
- 2015년 3월 IEM Season IX - World Championship 8강
- 2015년 3월 2015 글로벌 스타크래프트 II 리그 시즌 1 코드 S 4강
- 2015년 5월 GiGA 인터넷 2015 KeSPA컵 시즌1 우승 VS (박령우 4:3)
- 2015년 5월 2015 스베누 글로벌 스타크래프트 II 리그 시즌 2 코드 S 16강
- 2015년 5월 스베누 스타크래프트 II 스타리그 2015 시즌 2 4강
- 2015년 6월 롯데홈쇼핑 2015 KeSPA컵 시즌2 8강
- 2015년 7월 IEM Season X - Shenzhen 4강
- 2015년 9월 SK텔레콤 스타크래프트 II 프로리그 2015 정규시즌 다승왕 (공동)
- 2015년 9월 2015 핫식스 글로벌 스타크래프트 II 리그 시즌 3 코드 S 16강
- 2015년 9월 스베누 스타크래프트 II 스타리그 2015 시즌 3 우승 VS (한지원 4:2)
- 2015년 11월 2015 WCS 글로벌 파이널 8강
- 2015년 12월 2016 핫식스 글로벌 스타크래프트 II 리그 프리시즌 1주차 우승
- 2016년 1월 스타크래프트 II 스타리그 2016 시즌 1 16강
- 2016년 2월 IEM Season X - Taipei 4강
- 2016년 2월 2016 핫식스 글로벌 스타크래프트 II 리그 시즌 1 코드 S 8강
- 2016년 6월 스타크래프트 II 스타리그 2016 시즌 2 챌린지 24강
- 2016년 7월 2016 핫식스 글로벌 스타크래프트 II 리그 시즌 2 코드 S 8강
- 2016년 9월 SK텔레콤 스타크래프트 II 프로리그 2016 정규시즌 다승왕
- 2016년 9월 2016 스타크래프트 II KeSPA컵 16강
- 2017년 1월 2017 핫식스 글로벌 스타크래프트 II 리그 시즌 1 코드 S 8강
- 2017년 3월 IEM Season XI - World Championship 24강
- 2017년 3월 2017 VSL Season 1 준우승
- 2017년 4월 GSL Super Tournament 시즌 1 우승 vs (한이석 4:2)
- 2017년 4월 2017 핫식스 글로벌 스타크래프트 II 리그 시즌 2 코드 S 16강
- 2017년 7월 IEM Season XII - Shanghai 준우승 vs (이병렬 1:4)
- 2017년 7월 2017 핫식스 글로벌 스타크래프트 II 리그 시즌 3 코드 S 16강
- 2017년 8월 GSL vs the World 16강
- 2017년 9월 GSL Super Tournament 시즌 2 준우승 vs (이병렬 3:4)
- 2017년 10월 2017 WCS 글로벌 파이널 8강
- 2018년 1월 2018 글로벌 스타크래프트 II 리그 시즌 1 코드 S 16강
- 2018년 4월 2018 AfreecaTV GSL Super Tournament 시즌1 4강
- 2018년 7월 2018 글로벌 스타크래프트 II 리그 시즌 3 코드 S 16강
- 2019년 2월 2019 마운틴듀 GSL Season 1 코드 S 16강
- 2019년 3월 IEM Season XIII - Katowice 4강
- 2019년 4월 2019 GSL Super Tournament 시즌1 16강
- 2019년 4월 2019 마운틴듀 글로벌 스타크래프트 II 리그 시즌 2 코드 S 8강
- 2019년 7월 2019 마운틴듀 글로벌 스타크래프트 II 리그 시즌 3 코드 S 16강
- 2019년 8월 2019 Assembly Summer 8강
- 2019년 10월 2019 GSL Super Tournament 시즌2 4강
- 2019년 10월 2019 WCS 글로벌 파이널 16강
- 2022년 7월 2022 GSL S2 우승
- 2022년 10월 2022 GSL S3 4강
- 2022년 11월 드림핵 마스터스 2022 Atlanta 우승